# Чикаго (коктейль)
Коктейль «Чикаго» (англ. Chicago Cocktail) — змішаний напій на основі бренді, ймовірно названий на честь міста Чикаго. Він задокументований у багатьох коктейльних посібниках, датованих аж до 19 століття. Чиказький ресторанний критик Джон Друрі включив коктейль до свого путівника 1931 року Харчування в Чикаго (англ. Dining in Chicago), зазначивши, що його подають в Американському Барі в Ніцці та в Посольському клубі в Лондоні. Невідомо, чи напій походить з Чикаго.
Згідно з рецептами, до чикаго входять: бренді, апельсиновий лікер на кшталт кюрасао чи трипл-сек, та бітери; їх перемішують або збовтують з льодом, який потім можуть прибрати, або залишити в напої. У багатьох версіях коктейлю до нього наостанок додають шампанське чи біле вино. Деякі рецепти вимагають оздобити вінця склянки цукром. Напій можна подавати з кубиками льоду в олд-фешн склянці, або, особливо у варіації з шампанським, без льоду у келиху для шампанського, чи фужері, чи коктейльному келиху.